# Vamp (revistă)
Revista Vamp a fost fondată in Grecia in 1995 de Apostolos Radis, fiind o revistă pentru adulți cu conținut erotic-pornografic.  Există diferite ediții naționale ale revistei în diferite țări din Europa. În România apare din decembrie 2004.

### Revista
Pictorialul CelebVamp este un pictorial al revistei Vamp, in articolul "CelebVamp-ul lunii". Pictorialul CelebVamp conține fotografii nude și un poster. In revistă mai este și un pictorial Vampsexkitten cu modele, și un pictorial cu fete amatoare, numită Amateurpussycat. 
Revista Vamp are, aidoma revistei Hustler, o politică de editoriale și articole despre greșelile în economie, respectiv politică internă și externă, dar și articole despre societate. 
Revista conține, de asemenea, și articole despre celebrități istorice, și politice, dar și din lumea actorilor, cântăreților, etc.  Există o rubrică permanentă de articole despre asasinate celebre.  Vamp este acel gen de revistă care are laolaltă, pentru a atrage un public cât mai divers, pagini de erotică, pornografie, istorie, geografie, informații generale. In fiecare editie apar cele 3 pictoriale speciale: CelebVamp, Amateurpussycat și Vampsexkitten.
Revista este publicată lunar in Europa, având un stil nou oscilând între Penthouse și Hustler.  Conform sondajelor de opinie și a intenției editorului, ea se adresează bărbaților tineri,  între 18 - 26 ani, la care se adaugă ocazional și femei.